# Endless Love (Lionel-Richie-und-Diana-Ross-Lied)
Endless Love ist eine Pop-Ballade aus dem Jahr 1981, die von Lionel Richie für den Soundtrack zum Film Endlose Liebe geschrieben wurde. Interpretiert wird das Stück als Duett von Richie und Diana Ross. In dem Lied gestehen die Protagonisten sich gegenseitig ihre Liebe. Das Musikmagazin Vibe zählte es 2000 zu den „20 Liebeslied-Klassikern“.

## Entstehung
Regisseur Franco Zeffirelli und Filmproduzent Jon Peters waren auf der Suche nach einem Komponisten für das Instrumental-Thema zum geplanten Film Endless Love (dt. Endlose Liebe). Als Vorbild sollte die Filmmusik zum Film Love Story dienen. Richie spielte den beiden ein Musikstück vor, das er ursprünglich für The Commodores geschrieben hatte, welches bislang aber noch nicht aufgenommen wurde. Wenig später entschied sich Zeffirelli gegen ein reines Instrumentalstück und Richie verfasste einen Liedtext. Der Regisseur schlug vor, das Lied als Duett mit Diana Ross aufzunehmen. Zwar standen beide Künstler bei verschiedenen Plattenlabels unter Vertrag, aber sowohl Richies Label Motown als auch Ross’ Label RCA Records stimmten der Kollaboration zu.
Die Aufnahmen erwiesen sich als äußerst schwierig, weil sich Diana Ross auf Tournee durch die USA befand und Lionel Richie in Los Angeles am nächsten Album von The Commodores arbeitete. Es wurde vereinbart, dass sich beide Künstler in einem Tonstudio in Reno treffen. So konnte Richie nach Ende der Aufnahmesessions in Los Angeles dorthin fliegen, während Diana Ross von einem Konzert am Lake Tahoe kam. Die Aufnahmen fanden am frühen Morgen um 3:00 Uhr statt und dauerten rund eineinhalb Stunden.

## Veröffentlichung und Erfolg
Das Lied wurde im Juni 1981 als Single von Motown veröffentlicht, in den Vereinigten Staaten und Australien wurde die Ballade ein Nummer-eins-Hit. Nach Olivia Newton-Johns Klassiker Physical wurde dies in den Vereinigten Staaten die zweitmeistverkaufte Single 1981, zusammen mit den Nummer-eins-Hits ihrer Band The Supremes ist dies Ross achtzehnter Nummer-eins-Hit in den Vereinigten Staaten und auch ihr letzter Erfolg beim Label Motown. 1982 wurde der Song für einen Oscar in der Kategorie Bester Song nominiert, verlor aber gegen Christopher Cross Arthur’s Theme (Best That You Can Do). Im gleichen Jahr gewann der Hit bei den American Music Awards in der Kategorie Beste Pop/Rock-Single.
Zum Zeitpunkt der Veröffentlichung stellte die Single drei Rekorde auf. Es war die kommerziell erfolgreichste Veröffentlichung von Motown, es war die bis dahin erfolgreichste Filmmusik und das erfolgreichste Duett.
Auf Diana Ross’ Album Why Do Fools Fall in Love ist eine Soloversion von Endless Love enthalten. Das Lied wird auch im Film Happy Gilmore verwendet.

### Chartplatzierungen
| ChartsChartplatzierungen       | Höchstplatzierung | Wochen |
| ------------------------------ | ----------------- | ------ |
| Schweiz (IFPI)                 | 6 (7 Wo.)         | 7      |
| Vereinigte Staaten (Billboard) | 1 (27 Wo.)        | 27     |
| Vereinigtes Königreich (OCC)   | 7 (12 Wo.)        | 12     |

| ChartsJahrescharts (1981)      | Platzierung |
| ------------------------------ | ----------- |
| Vereinigte Staaten (Billboard) | 2           |

### Auszeichnungen für Musikverkäufe
| Land/Region                  | Auszeichnungen für Musikverkäufe (Land/Region, Auszeichnung, Verkäufe) | Verkäufe  |
| ---------------------------- | ---------------------------------------------------------------------- | --------- |
| Brasilien (PMB)              | Gold                                                                   | 30.000    |
| Kanada (MC)                  | Platin                                                                 | 150.000   |
| Spanien (Promusicae)         | Gold                                                                   | 30.000    |
| Vereinigte Staaten (RIAA)    | Platin                                                                 | 2.000.000 |
| Vereinigtes Königreich (BPI) | Platin                                                                 | 600.000   |
| Insgesamt                    | 2× Gold · 2× Platin ·                                                  | 2.810.000 |

Hauptartikel: Lionel Richie/Auszeichnungen für Musikverkäufe

## Coverversion von Luther Vandross und Mariah Carey
1994 nahmen Luther Vandross und Mariah Carey das Lied für Vandross’ Album Songs neu auf.
Die Idee, das Duett mit Mariah Carey zu covern, stammt von Tommy Mottola, damaliger Chef von Sony Music Entertainment. Der Kontakt zwischen Carey und Vandross kam durch deren gemeinsamen Produzenten Walter Afanasieff zustande, der neben Careys Alben auch das Album Songs produzierte. Die Neuaufnahme war als Erfolgsgarant für Vandross’ Coveralbum Songs gedacht, obwohl bereits eine Neuaufnahme von Lionel Richies Hello vorhanden war. Das Remake von Endless Love war in Neuseeland ein Nummer-eins-Hit. Die Veröffentlichung war am 29. August 1994. Die Coverversion war 1995 für den Grammy Award in der Kategorie Beste Zusammenarbeit mit Gesang – Pop (Best Pop Collaboration With Vocals) nominiert, verlor jedoch gegen Al Greens und Lyle Lovetts Version von Funny How Time Slips Away.

### Chartplatzierungen
| ChartsChartplatzierungen       | Höchstplatzierung | Wochen |
| ------------------------------ | ----------------- | ------ |
| Deutschland (GfK)              | 14 (19 Wo.)       | 19     |
| Österreich (Ö3)                | 13 (12 Wo.)       | 12     |
| Schweiz (IFPI)                 | 6 (15 Wo.)        | 15     |
| Vereinigte Staaten (Billboard) | 2 (20 Wo.)        | 20     |
| Vereinigtes Königreich (OCC)   | 3 (20 Wo.)        | 20     |

| ChartsJahrescharts (1994)      | Platzierung |
| ------------------------------ | ----------- |
| Schweiz (IFPI)                 | 49          |
| Vereinigte Staaten (Billboard) | 56          |

### Auszeichnungen für Musikverkäufe
| Land/Region                  | Auszeichnungen für Musikverkäufe (Land/Region, Auszeichnung, Verkäufe) | Verkäufe  |
| ---------------------------- | ---------------------------------------------------------------------- | --------- |
| Australien (ARIA)            | Platin                                                                 | 70.000    |
| Japan (RIAJ)                 | Gold                                                                   | 50.000    |
| Neuseeland (RMNZ)            | Platin                                                                 | 10.000    |
| Vereinigte Staaten (RIAA)    | Platin                                                                 | 1.000.000 |
| Vereinigtes Königreich (BPI) | Gold                                                                   | 400.000   |
| Insgesamt                    | 2× Gold · 3× Platin ·                                                  | 1.530.000 |

Hauptartikel: Mariah Carey/Auszeichnungen für Musikverkäufe

## Weitere Coverversionen
- 1996: Giorgia (Liveversion)
- 1997: Whitney Houston (Liveversion)
- 1997: Sandra Kim (Mijn lieveling)
- 1999: Freddy Breck (Ein Leben lang)
- 2006: Katie Price feat. Peter Andre
- 2007: Mark Medlock